# یوزف بویس
یوزف بویس (به آلمانی: Joseph Beuys) (زادهٔ ۱۲ مهٔ ۱۹۲۱ – درگذشتهٔ ۲۳ ژانویهٔ ۱۹۸۶) یک هنرمند اهل آلمان بود.
او اثر هنری را به عنوان یک "مجسمه اجتماعی" که همه در آن مشارکت دارند در نظر می گرفت و معتقد بود که هدف هنر "تاثیر گذاشتن بر آدم ها و فعال کردن روابط حس های بینایی و شنوایی و تبدیل این حواس به یک اصل قابلیت برای کار"هست.
بویس در ابتدا تصمیم داشت که پزشک متخصص کودکان شود اما با شروع جنگ جهانی دوم به نیروی هوایی آلمان پیوست و آموزش خلبانی دید.هواپیمای او در سال 1943 در کریمه(اوکراین)سقوط کرد.تاتار ها بدن نیمه جانش را چند روزی در پیه و نمد گرم نگه داشتند.سرانجام سربازان گشت آلمانی او را یافتند و به بیمارستان نظامی منتقل کردند(این واقعه بعدابه شکل های مختلف در کار هنری او انعکاس یافت).
پس از جنگ در آکادمی هنر دوسلدورف آموزش دید و به مطالعه در زمینه های ادبی و علمی و فلسفی پرداخت. و در سال 1950 نخستین بار مجسمه هایش را به نمایش گذاشت.